# Richard Schechner
 (août 2017).
Richard Schechner est un professeur d'université à la Tisch School of the Arts, Université de New York, rédacteur en chef de la plus grande revue américaine, TDR: The Drama Review (voir TDR (en)) mais également metteur en scène, théoricien et écrivain.

## Date et lieu de naissance
Richard Schechner est né le 23 août 1934, à Newark (New Jersey), États-Unis.

## Biographie
Richard Schechner est connu pour être l'un des fondateurs de la discipline académique nommé « performance studies » : les études de la performance. Dans son livre intitulé, les points de contacts, entre anthropologie et performance, il définit la performance comme « un large spectre d'activités recouvrant les rituels et les jeux, les divertissements populaires, les célébrations, les activités liées à la vie quotidienne, au monde des affaires, à la médecine, et les genres esthétiques du théâtre, de la danse et de la musique ». Cette dernière étudiée à l'université de New York dans laquelle il enseigne, est apparue à la suite de la création du « théâtre-performance ». Il est l'un des pionniers de ce domaine qui fait appel aussi bien à la sociologie, à l'anthropologie qu'à l'esthétique. Il conteste le théâtre dit "classique" qui est, depuis l'antiquité, basé essentiellement sur le texte. Dans son livre Expérimentation et théorie du spectacle aux USA, il met en parallèle la Poétique d'Aristote et le Natyasastra de Bharata Muni, tous les deux dramaturges et philosophes vivants au IIIe siècle avant J-C. Ces textes datant de plus de deux millénaires sont encore d'actualité pour bien comprendre le travail de Schechner. Les deux traditions opposées, occidental contre oriental, divergent sur un point. Pour Aristote, c'est la Vue, et donc la lecture du texte qui est privilégiée, tandis que dans le cas de Bharata Muni, c'est la gestuelle du corps. L’art de la performance, tel que le conçoit Schechner, s’efforce d’englober ces deux traditions. Dans le même livre cité ci-dessus, il « reconnait l’importance des pratiques corporelles et de leur transmission en tant que champ d’études à égalité avec la recherche historique dans les archives ». Dans sa théorie de la performance, Richard Schechner sépare le drame, le script, le théâtre, et la performance : « Le drame est l’œuvre de l’écrivain ; le script est la carte de l’intérieur d’un spectacle particulier ; le théâtre est l’ensemble des gestes faits par les interprètes au cours d’une représentation particulière ; la performance est l’évènement dans son entier et inclut le public et les interprètes (les techniciens aussi ainsi que toute personne présente). »
Il apporte également une grande importance au fait d'être en phase avec le monde contemporain. C'est pourquoi il fait appel à la sociologie ou l'anthropologie dans l'approche de son travail. Pour bien comprendre la façon de penser de Schechner, il est intéressant de connaître la vision qu'il a de l'accident, comprenez "fait divers". Selon lui, ce dernier est un modèle de comportement théâtral, qui apparaît naturellement et quotidiennement dans les milieux urbains. Lors d’un accident, une foule se rassemble pour regarder. Comme au théâtre, elle forme un cercle et donc un public, et parle de ce qui vient d’arriver. La séquence rassemblement/performance/dispersion que l'on peut voir dans un fait divers ou dans une pièce de théâtre est au cœur du processus théâtral qui intéresse Schechner. Son théâtre accorde une place importante à la dimension environnementale et sociale avec la participation du public.
Pour alimenter sa propre théorie et ses mises en scène, le réalisateur s'appuie également sur les réflexions sociologiques de Victor Turner. Cette anthropologue britannique du siècle dernier décrit la structure du drame social à partir de quatre actions essentielles : rupture, crise, action réparatrice, réintégration. Encore une fois, Schechner fait appel à d'autres sciences sociales pour bonifier et transformer sa vision du théâtre. Moins de deux ans après la mort de Turner en 1983, il avait "l'intention de prolonger ses idées et de les intégrées au champ d'études encore presque neuf des Performance Studies, dont le premier département universitaire avait été créé dans son université de New York en 1980. 
En 1967, Schechner a créé une compagnie de théâtre surnommée Performance Group. Son art de la performance est aussi un moyen qui permet de critiquer la notion de personnage. Lorsque l'acteur se met dans la peau de son rôle, il n'est finalement plus lui-même. Le metteur en scène demandait donc à ses interprètes d'être le plus possible connecté entre leur identité personnelle et celle de leur personnage. Outre cette volonté de briser la barrière symbolique entre les comédiens et les spectateurs, son théâtre-performance se caractérise par sa capacité à se manifester dans d’autres lieux que les théâtres, et par l’importance accordée à l’improvisation. Chaque production se déroulait dans un espace entièrement repensé. Dans son livre Environmental Theater, sorti en 1994, Schechner propose aux comédiens divers exercices qui leur permettent de découvrir leur véritable pouvoir de transformation. C'est d'ailleurs devenu un moyen classique d'apprentissage du rôle par les acteurs dans le milieu du théâtre. 
En 1972, ils reprennent The Tooth of Crime (La dent du crime) de Sam Shepard. À propos des répétitions, Schechner raconte : « Au lieu de se laisser absorber par l’évènement, le spectateur est invité (forcé) à faire expérience de la « faiblesse » et de l’absence d’unité de l’évènement. » ; « The performance Group (TGP) a révélé l’articulation entre performance et théâtre, lesquels ont fini par être vécus par les comédiens aussi bien que par les spectateurs comme des systèmes séparés. Cette mise au jour de l’articulation entre performance et théâtre était facilitée par un environnement non seulement dominé par une construction centrale qui interdisait au spectateur de voir tout le spectacle depuis le même point de vue, mais encore nécessitait des déplacements d’une scène à l’autre, que le public devait suivre ; à mesure que ces déplacements étaient réglés, au fil des répétitions et de représentations, l’environnement du Garage s’est vu clairement séparé en deux côtés, public et privé. Cette division en aires spatiales/émotionnelles a contribué fortement à l’ouverture de l’articulation entre performance et théâtre. » 
Jusqu’en 1980, (à la suite de la démission de Schechner lié à des tensions après 1975) la compagnie expérimente alors le théâtre de façon à, selon Anne Cuisset : « réhabiliter la performance au cœur de l’événement théâtral. En cherchant à utiliser la totalité de l’espace du lieu théâtral et souvent à faire sortir l’événement théâtral des murs du théâtre, Richard Schechner entend reconnecter ces espaces rendus hermétiques dans les formes développées par le théâtre orthodoxe. Il cherche à interroger les relations entre les interprètes et les spectateurs, entre les événements théâtraux et la vie sociale. »
Bien que Schechner ait eu un impact considérable dans l’ascension du théâtre-performance, ce n'est pas pour autant qu'il a négligé le fond contenu dans le texte pour la forme. Plusieurs écrits publiés dans le recueil Expérimentation et théorie du spectacle aux USA insistent sur ce sujet. Il déplore que depuis 1975, la plupart des expériences scéniques se soient concentrées sur la forme, au détriment du fond. Dans un premier temps, écrit-il, « les metteurs en scène ont renversé les écrivains, et plus tard dans les années 1970, les interprètes ont renversé les metteurs en scène ». Une autre raison du déclin de l’avant-garde théâtrale tient aux difficultés financières dans lesquelles elle s’est débattue. De nos jours, les artistes financés par les pouvoirs publics ou les multinationales sont trop dépendants du pouvoir pour le critiquer.

## Impact dans le milieu du théâtre
Le professeur Schechner a été membre du National Endowment for the Humanities, chercheur à la Smithsonian Institution, au Fulbright et au Guggenheim. Il a dirigé de nombreuses pièces révolutionnaires, théorisé sur théâtre-performance qui fait désormais partie intégrante au milieu du théâtre mais a également organiser des ateliers de Performance en Asie, en Afrique du Sud, en Amérique latine et en Europe. Il est professeur de la Shanghai Theater Academy où il dirige le Richard Schechner Center. Son travail a radicalement transformé l'étude et la pratique de la production théâtre. À l'instar du professeur, plusieurs départements d"études de la performance ont été créés dans universités aux États-Unis et en Europe.
Il a proposé un classement des sujets de performance, pour défricher ce qu'il présente comme un vaste territoire : les situations quotidiennes ordinaires telles cuisiner, les créations ou performances artistiques, les sports et récréations, le travail, la technologie, la sexualité, les rites, et enfin le jeu. Ce classement imparfait sera repris et complété par de nombreuses études. Il se comprend non pas comme des sections séparées, mais comme une continuité sans hiérarchie. Leur point commun est la notion de jeu, et de façon plus profonde encore, la notion de rituel. Il appelle performativité la reconnaissance d'une capacité à faire performance. Un geste aussi simple que s'asseoir sur une chaise peut devenir, par la performativité, une performance.
Un discours qui ressemble aux idées défendues par Richard Schechner, très importantes pour décrire la Performance (art), est qualifié de schechnérien.

## Livres
Performance Studies 2002
Performance Theory 1988
Between Theater and Anthropology 1985
Environmental theater 1973
The future of ritual 1993
Performed Imaginaries 2014
The end of humanism 1982
Dionysus in 69 1970
Over, Under, and Around : Essays in Performance and Culture 2004
Essays on performance theory 1970-1976
The Engleburt Stories : North to the Tropics 1987

## Film
Dionysos in 69 sorti en 1970. Le film documentaire, réalisé par Richard Schechner et Brian de Palma (Scarface) , est une captation d'une représentation des Bacchantes d'Euripide par la troupe théâtrale Performance Group, mise en scène par Richard Schechner. L'écran est divisé en deux par le système de l'écran divisé, montrant d'un côté la scène, de l'autre le public qui assiste à la représentation.
C'est l'acteur William Finley, membre de la troupe du Performance Group qui a proposé à Brian De Palma de venir voir la pièce qui se jouait au Performance Garage, un théâtre d'avant-garde de Greenwich Village. Enthousiasmé par la pièce, qui ne ressemble à rien de ce qu'il a déjà vu, le réalisateur décide immédiatement d'en faire un film. Il se dit fasciné, même si le style de vie des acteurs de la troupe n'a rien à voir avec le sien.
Les mises en scène de Schechner ont à l'époque beaucoup de succès ; elles portent la marque de la liberté des années 1960 : acteurs à demi-nus, en transe, avec des inspirations venues de « rituels de naissances de tribus primitives. » Le réalisateur souhaite montrer la pièce mais aussi « l'électricité incroyable qui se dégageait dans la salle pendant une représentation. » C'est pour cela qu'il filme avec deux caméras, l'une filmant les réactions du public, l'autre les acteurs. C'est De Palma lui-même qui tient la caméra sur les acteurs, et Bob Fiore qui filme les spectateurs.
Le tournage a lieu dans un garage dans le quartier de SoHo à New York[réf. nécessaire].
Ces anecdotes sont racontés dans l'entretien du réalisateur Brian de Palma avec Blumenfeld et Vachaud réalisé en 2001 et qui retrace le parcours de ce metteur en scène si riche en production et en variété de thèmes abordés. Samuel Blumenfeld est critique de cinéma au Monde. Laurent Vachaud, scénariste, collabore à la revue Positif et aux Inrockuptibles.